# Intergroupe des chrétiennes féministes
 (décembre 2021).
Dans les années 1960-80 naissent au Québec plusieurs groupes et mouvements qui formaliseront une identité commune, féministe et chrétienne, en 1996 dans l’Intergroupe des chrétiennes féministes (IFC) : le Réseau Femmes et Ministères (RFM), l’Autre Parole, le Mouvement des femmes chrétiennes (MFC), l’Association des religieuses pour la promotion de la femme (ARPF), les Répondantes diocésaines à la condition des femmes (RDCF), le Réseau œcuménique des femmes du Québec (ROF-Q) et l’Association féminine d’éducation et d’action sociale (AFEAS).
La création de l'intergroupe fait suite à la déclaration commune des 6 groupes de femmes en Église adressée au président de la Conférence des Évêques du Canada au sujet de la note du cardinal Ratzinger réservant l'ordination aux hommes. Le Réseau Femmes et Ministères invita les autres groupes à créer un lieu d'échanges, de coordination et d'action.

## Les membres
Le Mouvement des Femmes Chrétiennes (MFC) naît en 1966 sur les bases de l’association des Dames de Sainte-Anne. C’est un mouvement d'action catholique générale en paroisse, une école de formation humaine, intellectuelle et sociale qui prépare des femmes de toute condition à l'engagement concret dans leur milieu de vie. En 2005 le MFC compte 6 500 membres dans 150 équipes de base regroupées en fédération nationale.
C’est aussi en 1966 qu’est fondée l’Association féminine d’éducation et d’action sociale (AFEAS) par deux organismes féminins : les CED (Cercles d’économie domestique) et l’UCFR (Union catholique des femmes rurales). Les 13000 Québécoises de l’Afeas (en 2008), réparties en 300 groupes locaux, réalisent, dans leur milieu, des actions concrètes, en vue d’un changement social. L’orientation de l’association en 2008 est la pratique d’un « féminisme social égalitaire » : « Ce type de féminisme vise, pour les femmes, l’obtention d’une identité propre, d’un statut égal, d’une liberté de choix et d’une autonomie par rapport aux inégalités persistantes dans notre société. L’Afeas, par son travail, vise à ce que les femmes deviennent des sujets de droit à part entière et que soient modifiés toutes les lois et tous les codes qui entretiennent l’inégalité hommes-femmes. »
Le fonds d'archives de l'Association féminine d'éducation et d'action sociale est conservé au centre d'archives de Montréal de Bibliothèque et Archives nationales du Québec.
L'Autre Parole, « Collective des femmes féministes et chrétiennes » est fondée en 1976 par Louise Melançon, professeur de théologie à l'Université de Sherbrooke, Bibiane Beauregard, candidate pour la maîtrise en théologie à l'Université de Sherbrooke, Marie-Andrée Roy, bachelière en théologie de l'Université de Montréal, et Monique Dumais, professeur de théologie à l'Université du Québec à Rimouski.
Ce « collective » décide de « reprendre le discours théologique en tenant compte de la femme, et sur le plan de l'action, entreprendre des démarches pour une participation entière de la femme dans l'Église »
Elles font bientôt cause commune avec des femmes « théologiennes de métier, professeurs de catéchèse, conseillers en éducation chrétienne, agents de pastorale provinciale, diocésaine ou paroissiale ou des chrétiennes cherchant une meilleure situation pour les femmes dans l'Église » et elles entrent en contact avec le groupe international "Femmes et Hommes dans l'Église", par l'intermédiaire de Marie-Thérèse van Lunen-Chenu.
En octobre 1982, une vingtaine de femmes, engagées en Église et/ou théologiennes, jetaient les bases d’un regroupement qui allait devenir le Réseau Femmes et Ministères. Elles partagent leur expérience pastorale et travaillent à la reconnaissance par les autorités ecclésiales catholiques de tous les ministères assumés par des femmes engagées en pastorale. Elles ont publié : Les soutanes roses, en 1986, Voix de femmes, voies de passage, en 1995, Voies d’espérance, en 1996, et La 25e heure pour l’Église, en 2002.
En 1986, des religieuses de différentes congrégations catholiques fondent l’Association des religieuses pour la promotion de la femme (ARPF). L’ARPF entend « poursuivre un processus de conscientisation au vécu d’oppression des femmes, participer à l’avènement de rapports égalitaires entre les femmes et les hommes et contribuer à bâtir une société et une Église où la dignité, l’égalité et l’autonomie des femmes sont reconnues et respectées ». En l’an 2000 l’ARPF compte 150 religieuses issues de 50 congrégations. En 2011 elle a adopté le nom d’Association des Religieuses pour le droit des femmes (ARDF).

### Vie et histoire des membres
- L'autre Parole : publication de la Collective du même nom, est la plus ancienne publication autofinancée de femmes québécoises féministes et chrétiennes. parution : une trentaine de pages quatre fois par année depuis 1976.
- Pleins feux sur le partenariat en Église. Actes du symposium « Le partenariat hommes et femmes en Église », Montréal, Paulines, 1996.
- L'Église interpellée par ses filles, La Gazette des femmes, juillet-août 1984, pp. 14-18. [À propos de Femmes et Ministères]
- BARONI L., BERGERON Y., DAVIAU P., BERGERON, LAGUË M., Voix de femmes, Voies de passage, Montréal, Paulines, 1995
- BELANGER Sarah, Le portrait du personnel pastoral féminin au Québec, Les soutanes roses, Montréal, Bellarmin, 1988.
- BERGERON Yvonne, Partenaires en Église, Femmes et hommes à part égale, Montréal, Paulines,
- CARON Anita (dir.), Femmes et pouvoir dans l'Église, Montréal, VLB Éditeur, 1991.[Voir notamment le chapitre écrit par Lise Campeau et Normande Simard sur la forme d'organisation, le type d'intervention, les objectifs et les moyens d'action de : le Mouvement des femmes chrétiennes, le collectif L'Autre Parole, et le groupe des épouses des membres du Diaconat permanent.]
- DUMAIS Monique, "Synergie : Femmes et religion au Québec depuis 1970", Religiologiques, no 11, printemps 1995, p. 51–64.
- DUMONT Micheline, Les religieuses sont-elles féministes ?, Montréal, Bellarmin, 1995
- GIRARD Céline, Des outres neuves pour le vin nouveau. Démarches d'animation pour développer une culture partenariale en Église, Montréal, Paulines.
- GIRARD Céline, BRICAULT LORANGE Gisèle (dir.), Voies d’espérance. Démarches d’animation pour une Église en changement, Montréal, Paulines, 1996.
- LAMOUREUX, Jocelyne, Michèle GÉLINAS et Katy TARI, Femmes en mouvement. Trajectoires de l’Association féminine d’éducation et d’action sociale. Montréal, Boréal, 1993
- LAMOUREUX Diane, "LAMOUREUX, Jocelyne, Michèle GÉLINAS et Katy TARI, Femmes en mouvement. Trajectoires de l’Association féminine d’éducation et d’action sociale. Montréal, Boréal, 1993", dans Revue d'histoire de l'Amérique française, vol. 48, no 1, 1994, p. 98-100.
- ROY Marie-Andrée, Les femmes et le pouvoir dans l'Église. Le cas de l'Église catholique au Québec de 1979 à nos jours, thèse soutenue à l'Université du Québec à Montréal en juin 1992 pour l'obtention d'un Ph.D. en sociologie
- ROY Marie-Andrée, « Chrétiennes et féministes », dans Le souffle des femmes, Luce Irigaray (sous la dir.), Paris: Éditions ACGF, 1997, p. 147-164
- ROY Marie-Andrée, "Les femmes, le féminisme et la religion" in L'étude de la religion au Québec : Bilan et prospective, presses de l'Université Laval, 2001.
- TURCOT Gisèle, Les femmes dans l'Église. Aide-mémoire retraçant les interventions de l'épiscopat au Canada et au Québec depuis 1971 en rapport avec les interventions du Vatican, Montréal, Centre de formation Marie-Gérin-Lajoie, 1993, 20 p.

### Théologie
- DUMAIS, Monique et Marie-Andrée Roy (dir.), Souffles de femmes. Lectures féministes de la religion, Montréal, Éditions Paulines, 1989.
- DUMAIS Monique, Le concept expériences des femmes en théologie : polysémie et enjeux éthiques subvention accordée par le CRSH, 1990-1992, qui a donné lieu à la publication: Diversité des utilisations féministes du concept expériences des femmes en sciences religieuses, Ottawa, CRIAW/ICREF (Les Documents de l'ICREF, 32), 1993
- DUMAIS Monique, « Une théologie du service pour les femmes. Une mise en tutelle inéluctable ? », in Concilium, no 214 : cahier : « Les femmes. Le travail et la pauvreté », 1987, p. 135-143.
- DUMAIS Monique, "Une nouvelle venue: la spiritualité féministe", Theoforum, Ottawa, 2002, vol. 33, no 1, p. 93–104.
- DUMAIS Monique (dir.), Franchir le miroir patriarcal. Pour une théologie des genres, Montréal, Fides, 2007
- MELANCON L., "La théologie féministe comme théologie critique : pratiques d'interprétation de la Bible selon Elisabeth Schussler Fiorenza", Laval théologique et philosophique, 1996, vol. 52, no 1, Québec (Québec), p. 55–65
- MELANCON L., "Pour la guérison du monde. Une spiritualité écoféministe selon Rosemary Radford Ruether", dans Spiritualité contemporaine (sous la direction de Camil Ménard et Florent Villeneuve), Fides 1996, 271-293